# Salles-de-Barbezieux
Pour les articles homonymes, voir Salles.
Salles-de-Barbezieux est une commune du Sud-Ouest de la France, située dans le département de la Charente (région Nouvelle-Aquitaine).

## Géographie

### Localisation et accès
Salles-de-Barbezieux est une commune du Sud Charente située à 3 km au sud-est de Barbezieux et 31 km au sud-ouest d'Angoulême.
Salles est aussi à 13 km à l'ouest de Blanzac, 15 km au nord-ouest de Brossac, 21 km à l'ouest de Montmoreau, et 31 km de Cognac, sa sous-préfecture.
Bien que rurale, la commune est dans la périphérie de Barbezieux, et elle est desservie par la N 10 entre Angoulême et Bordeaux qui contourne Barbezieux par l'est et passe à l'ouest de la commune.
Un réseau de routes départementales dessert la commune, en particulier celles qui partent de Barbezieux vers l'est : la D 24 en direction de Montmoreau, qui passe près du bourg, la D 5 en direction de Blanzac qui passe plus au nord, et la D 124 en direction de Saint-Bonnet au nord. La D 46 traverse le sud de la commune et va vers l'ouest vers Reignac. La D 191 dessert le bourg.

### Hameaux et lieux-dits
Comme de nombreuses communes charentaises, Salles possède un habitat dispersé et compte de nombreux hameaux et fermes, ainsi que quelques lotissements dus à la proximité de Barbezieux. Du nord au sud, on trouve la Couronne, les Chauvins, les Lamberts, la Lande, Chez Fouquet avec le lycée agricole, Villechevrolles, Lileau, Chez Grassin, Chez Nouleau en limite avec Condéon, etc..

### Communes limitrophes
| Barbezieux-Saint-Hilaire |                      | Saint-Bonnet |
| Reignac                  | Salles-de-Barbezieux | Challignac   |
|                          | Condéon              |              |

### Géologie et relief
La commune est occupée par le Campanien (Crétacé supérieur), calcaire crayeux, qui occupe une grande partie du Sud Charente. Les vallées (Beau et Condéon) sont occupées par des alluvions du Quaternaire,,.
Le relief communal est celui d'un bas plateau d'une altitude moyenne de 80 m allongé du sud au nord et compris entre deux vallées. Le point culminant de la commune est à une altitude de 99 m, situé au sud chez Gassin. Le point le plus bas est à 48 m, situé à l'extrémité nord le long du Condéon. Le bourg, construit dans la vallée du Condéon, est à 70 m d'altitude.

### Hydrographie

#### Réseau hydrographique

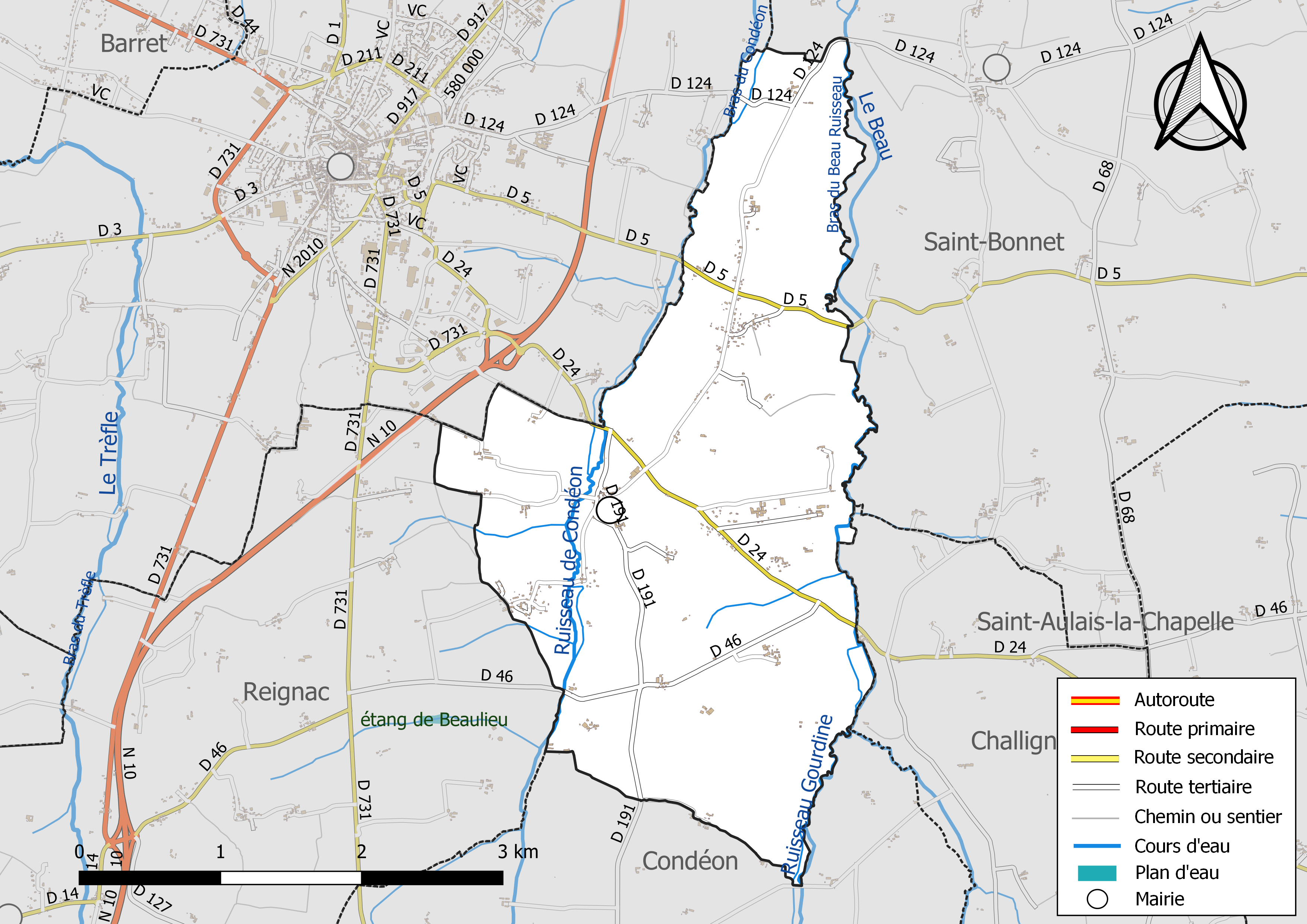
Réseaux hydrographique et routier de Salles-de-Barbezieux.

La commune est située dans le bassin versant de la Charente au sein du Bassin Adour-Garonne. Elle est drainée par le Beau, le ruisseau de Condéon, le ruisseau Gourdine, et par divers petits cours d'eau, qui constituent un réseau hydrographique de 12 km de longueur totale,.
Le Beau, affluent du Né et sous-affluent de la Charente, borde la commune à l'est. Le Condéon, affluent du Beau, arrose l'ouest de la commune et passe au bourg. Ces deux ruisseaux parallèles coulent du sud vers le nord.
Le Condéon compte aussi un petit affluent de 0,5 km qui se jette en face du bourg, et un autre plus en amont et intermittent, alimenté par la Font de la Paire. La Font Chaude, autre source située au nord-est de la commune près des Lamberts, alimente le Beau. Celui-ci reçoit aussi sur sa rive gauche un petit affluent qui fait la limite communale au sud-est : le Gabout, appelé aussi Gourdine et dont la longueur dépasse celle du Beau en amont.

#### Gestion des eaux
Le territoire communal est couvert par le schéma d'aménagement et de gestion des eaux (SAGE) « Charente ». Ce document de planification, dont le territoire correspond au bassin de la Charente, d'une superficie de 9 300 km2, a été approuvé le 19 novembre 2019. La structure porteuse de l'élaboration et de la mise en œuvre est l'établissement public territorial de bassin Charente. Il définit sur son territoire les objectifs généraux d’utilisation, de mise en valeur et de protection quantitative et qualitative des ressources en eau superficielle et souterraine, en respect des objectifs de qualité définis dans le troisième SDAGE  du Bassin Adour-Garonne qui couvre la période 2022-2027, approuvé le 10 mars 2022.

### Climat
Comme dans les trois quarts sud et ouest du département, le climat est océanique aquitain.

## Urbanisme

### Typologie
Au 1er janvier 2024, Salles-de-Barbezieux est catégorisée commune rurale à habitat dispersé, selon la nouvelle grille communale de densité à 7 niveaux définie par l'Insee en 2022.
Elle est située hors unité urbaine. Par ailleurs la commune fait partie de l'aire d'attraction de Barbezieux-Saint-Hilaire, dont elle est une commune de la couronne,. Cette aire, qui regroupe 25 communes, est catégorisée dans les aires de moins de 50 000 habitants,.

### Occupation des sols
L'occupation des sols de la commune, telle qu'elle ressort de la base de données européenne d’occupation biophysique des sols Corine Land Cover (CLC), est marquée par l'importance des territoires agricoles (95,5 % en 2018), une proportion identique à celle de 1990 (95,5 %). La répartition détaillée en 2018 est la suivante : 
terres arables (54,1 %), zones agricoles hétérogènes (37,4 %), forêts (4,5 %), cultures permanentes (3,2 %), prairies (0,8 %). L'évolution de l’occupation des sols de la commune et de ses infrastructures peut être observée sur les différentes représentations cartographiques du territoire : la carte de Cassini (XVIIIe siècle), la carte d'état-major (1820-1866) et les cartes ou photos aériennes de l'IGN pour la période actuelle (1950 à aujourd'hui).

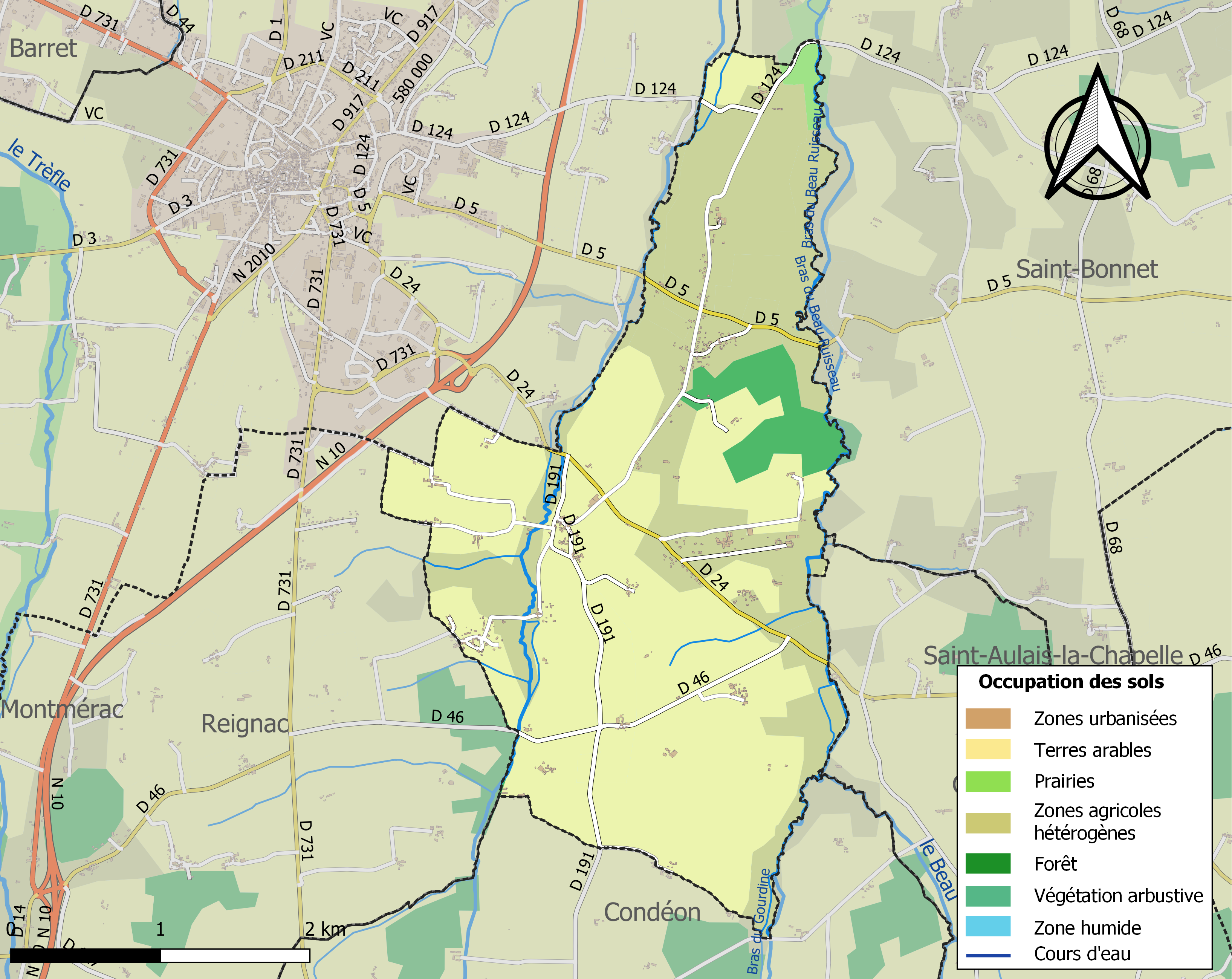
Carte des infrastructures et de l'occupation des sols de la commune en 2018 (CLC).

### Risques majeurs
Le territoire de la commune de Salles-de-Barbezieux est vulnérable à différents aléas naturels : météorologiques (tempête, orage, neige, grand froid, canicule ou sécheresse) et séisme (sismicité faible). Un site publié par le BRGM permet d'évaluer simplement et rapidement les risques d'un bien localisé soit par son adresse soit par le numéro de sa parcelle.

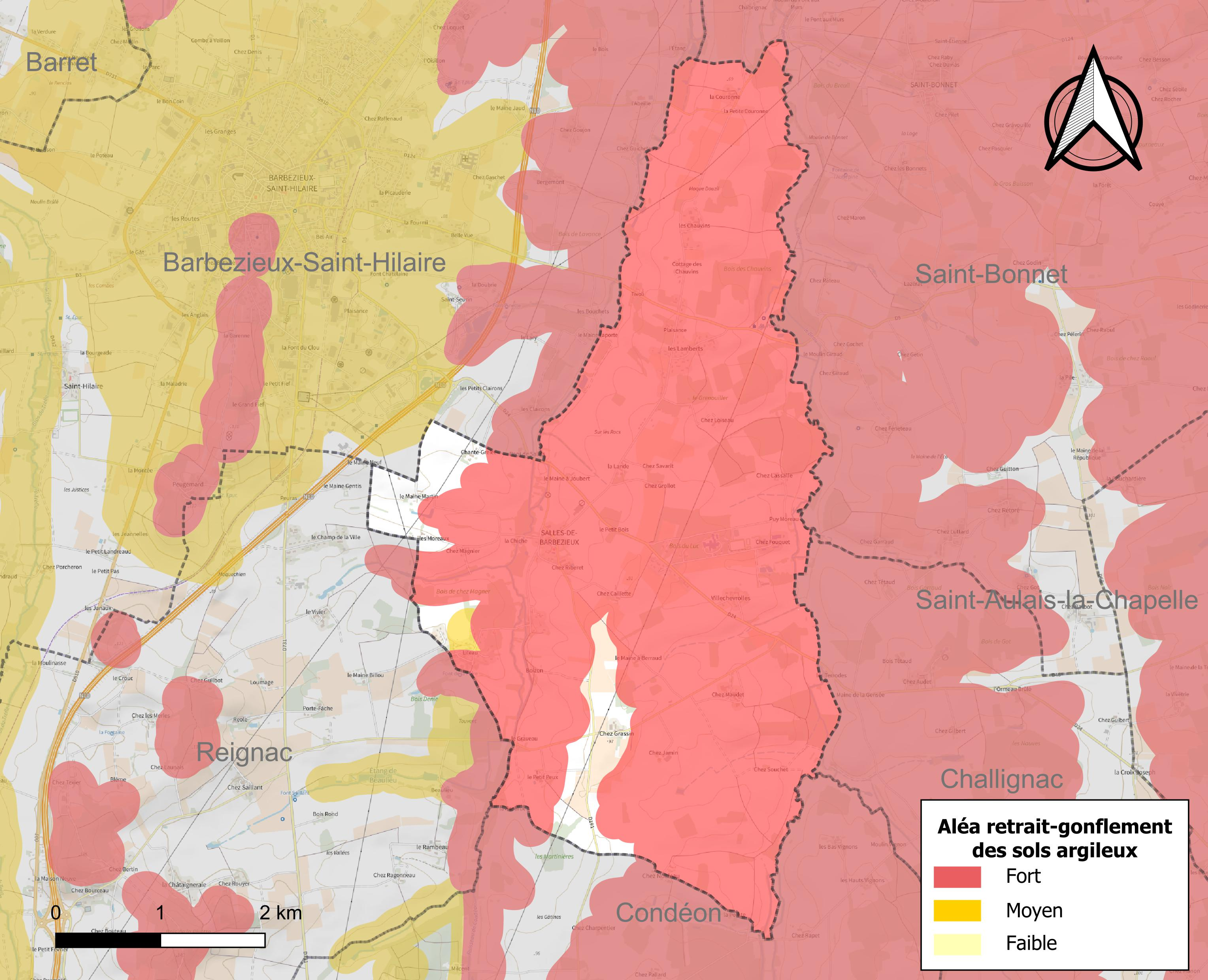
Carte des zones d'aléa retrait-gonflement des sols argileux de Salles-de-Barbezieux.

Le retrait-gonflement des sols argileux est susceptible d'engendrer des dommages importants aux bâtiments en cas d’alternance de périodes de sécheresse et de pluie. 92,1 % de la superficie communale est en aléa moyen ou fort (67,4 % au niveau départemental et 48,5 % au niveau national). Sur les 210 bâtiments dénombrés sur la commune en 2019, 191 sont en aléa moyen ou fort, soit 91 %, à comparer aux 81 % au niveau départemental et 54 % au niveau national. Une cartographie de l'exposition du territoire national au retrait gonflement des sols argileux est disponible sur le site du BRGM,.
Par ailleurs, afin de mieux appréhender le risque d’affaissement de terrain, l'inventaire national des cavités souterraines permet de localiser celles situées sur la commune.
La commune a été reconnue en état de catastrophe naturelle au titre des dommages causés par les inondations et coulées de boue survenues en 1982, 1987, 1997 et 1999. Concernant les mouvements de terrains, la commune a été reconnue en état de catastrophe naturelle au titre des dommages causés par la sécheresse en 2003 et par des mouvements de terrain en 1999.

## Toponymie
Le nom de la commune est attesté par la forme ancienne latinisée de Salis (non datée, antérieure au XVe siècle).
Le mot Salles, qui a donné son nom à de nombreuses communes du Sud de la France (La Salle, Les Salles, Lasalle, Lassalles, Salles, etc.), dériverait du germanique seli, en allemand saal, désignant « chambre, château »,.
La commune a été créée « Salles » en 1793 du nom de la paroisse, puis nommée « Salles-de-Barbezieux » en 1801 pour la distinguer des autres communes du même nom dans le département.

## Histoire
L'archéologie aérienne a décelé un fossé circulaire protohistorique dans un enclos carré au lieu-dit Moque Douzil. L'époque gallo-romaine a livré un site à tegulae au Maine Martin, indiquant la présence possible d'une villa.
La construction de l'église au XIIIe siècle marque l'existence ancienne du village. Elle a particulièrement souffert des guerres de religion au XVIe siècle, et a été reconstruite en 1741 grâce au curé de la paroisse, Jean Monjou, et des finances des paroissiens.
Le logis de Puymoreau, dans l'est de la commune, était le siège du seigneur de Puymoreau, grand Couronal de Saintonge, Antoine Bouchard, qui a joué un rôle important dans l'insurrection de la gabelle en 1548 et fut exécuté. Les noms des seigneurs de Puymoreau sont connus jusqu'au XVIIe siècle. Les familles de Varège, de Saint-Martin et Berthelot se sont succédé jusqu'à la Révolution, date à laquelle Pierre Berthelot émigra et ses biens furent confisqués, mais en 1794 le domaine revient à ses enfants. En 1849 le domaine fut vendu et changea plusieurs fois de propriétaires, dont G.Chevrou, maire et conseiller général en 1883.
Les premiers registres de l'état civil remontent à 1668.
Entre 1876 et 1891, la commune a particulièrement souffert de la crise du phylloxéra. La population a baissé d'un quart, puis s'est maintenue par l'arrivée de familles vendéennes qui ont pratiqué l'élevage, la culture des céréales et plantes sarclées. Quelques vignes ont néanmoins été replantées.
Au début du XXe siècle on pouvait encore trouver quelques moulins en fonctionnement.

## Administration
| Période                                  | Période  | Identité       | Étiquette | Qualité     |
| ---------------------------------------- | -------- | -------------- | --------- | ----------- |
| Les données manquantes sont à compléter. |          |                |           |             |
| depuis 2001                              | En cours | Jean-Louis Nau | DVD       | Agriculteur |

## Démographie

### Évolution démographique
L'évolution du nombre d'habitants est connue à travers les recensements de la population effectués dans la commune depuis 1793. Pour les communes de moins de 10 000 habitants, une enquête de recensement portant sur toute la population est réalisée tous les cinq ans, les populations de référence des années intermédiaires étant quant à elles estimées par interpolation ou extrapolation. Pour la commune, le premier recensement exhaustif entrant dans le cadre du nouveau dispositif a été réalisé en 2004.

En 2022, la commune comptait 400 habitants, en évolution de −12,09 % par rapport à 2016 (Charente : −0,48 %, France hors Mayotte : +2,11 %).
| 1793 | 1800 | 1806 | 1821 | 1831 | 1841 | 1846 | 1851 | 1856 |
| ---- | ---- | ---- | ---- | ---- | ---- | ---- | ---- | ---- |
| 559  | 504  | 484  | 533  | 610  | 580  | 582  | 575  | 535  |

| 1861 | 1866 | 1872 | 1876 | 1881 | 1886 | 1891 | 1896 | 1901 |
| ---- | ---- | ---- | ---- | ---- | ---- | ---- | ---- | ---- |
| 508  | 505  | 464  | 450  | 406  | 377  | 339  | 348  | 339  |

| 1906 | 1911 | 1921 | 1926 | 1931 | 1936 | 1946 | 1954 | 1962 |
| ---- | ---- | ---- | ---- | ---- | ---- | ---- | ---- | ---- |
| 350  | 354  | 281  | 299  | 286  | 288  | 268  | 280  | 295  |

| 1968 | 1975 | 1982 | 1990 | 1999 | 2004 | 2006 | 2009 | 2014 |
| ---- | ---- | ---- | ---- | ---- | ---- | ---- | ---- | ---- |
| 271  | 267  | 317  | 406  | 408  | 415  | 413  | 443  | 452  |

| 2019 | 2022 | - | - | - | - | - | - | - |
| ---- | ---- | - | - | - | - | - | - | - |
| 403  | 400  | - | - | - | - | - | - | - |

### Pyramide des âges
La population de la commune est relativement âgée.
En 2018, le taux de personnes d'un âge inférieur à 30 ans s'élève à 29,5 %, soit en dessous de la moyenne départementale (30,2 %). À l'inverse, le taux de personnes d'âge supérieur à 60 ans est de 33 % la même année, alors qu'il est de 32,3 % au niveau départemental.
En 2018, la commune comptait 199 hommes pour 216 femmes, soit un taux de 52,05 % de femmes, légèrement supérieur au taux départemental (51,59 %).
Les pyramides des âges de la commune et du département s'établissent comme suit.
| Hommes | Classe d’âge | Femmes |
| ------ | ------------ | ------ |
| 0,0    | 90 ou +      | 1,9    |
| 2,6    | 75-89 ans    | 5,7    |
| 30,0   | 60-74 ans    | 25,7   |
| 21,8   | 45-59 ans    | 19,5   |
| 17,6   | 30-44 ans    | 16,2   |
| 12,5   | 15-29 ans    | 14,3   |
| 15,5   | 0-14 ans     | 16,7   |

| Hommes | Classe d’âge | Femmes |
| ------ | ------------ | ------ |
| 1      | 90 ou +      | 2,7    |
| 9,2    | 75-89 ans    | 12     |
| 20,6   | 60-74 ans    | 21,3   |
| 20,7   | 45-59 ans    | 20,3   |
| 16,8   | 30-44 ans    | 16     |
| 15,6   | 15-29 ans    | 13,4   |
| 16,1   | 0-14 ans     | 14,3   |

## Économie

### Agriculture
La viticulture est une activité importante de Salles, qui est située en Petite Champagne, dans la zone d'appellation d'origine contrôlée du cognac.
Certains producteurs vendent cognac, pineau des Charentes et vin de pays à la propriété.

## Équipements, services et vie locale

### Enseignement

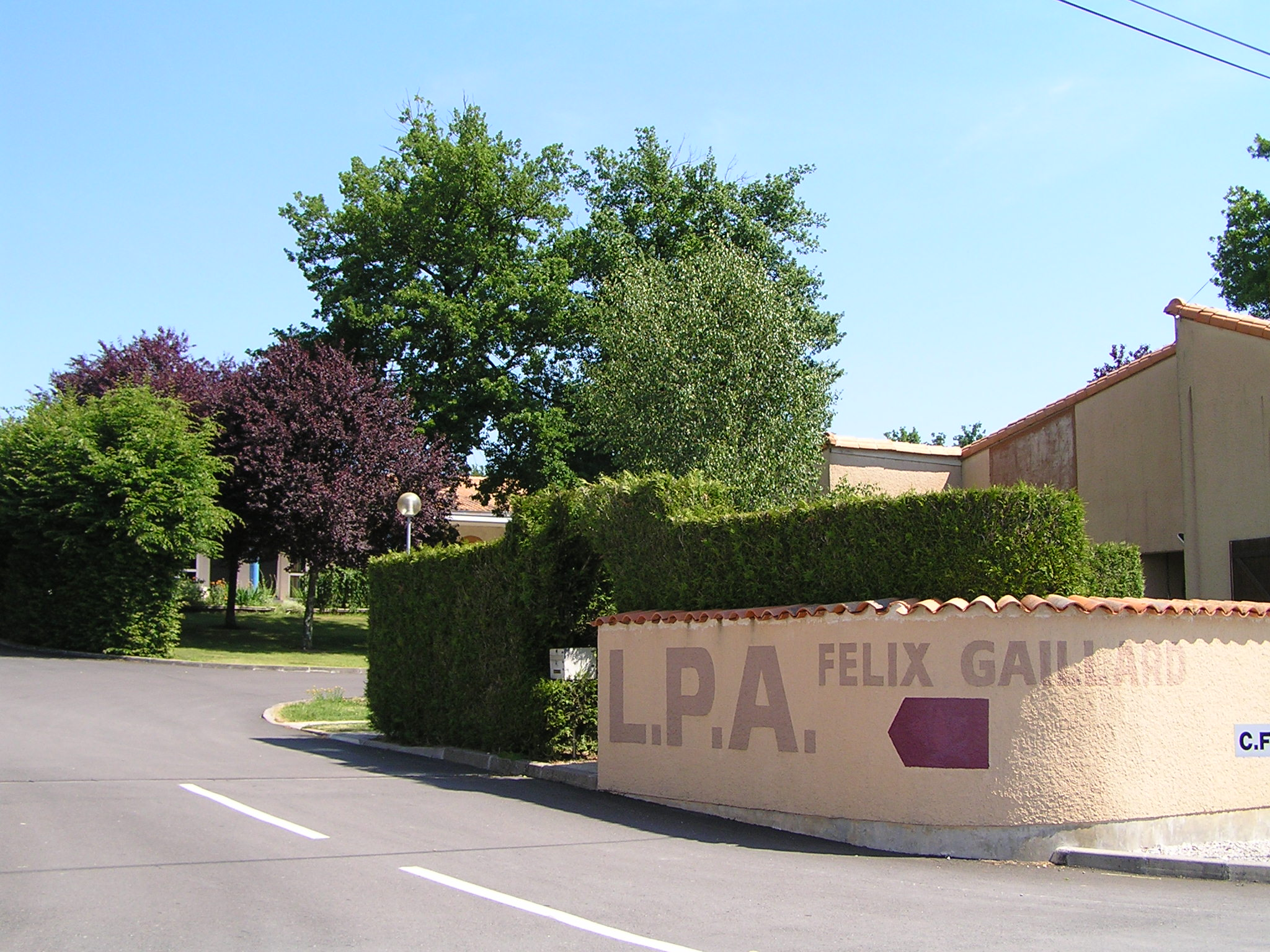
L'entrée du lycée Félix-Gaillard.

L'école publique est un RPI entre Saint-Hilaire, Salles et Saint-Bonnet. Saint-Hilaire accueille l'école primaire, et Salles et Saint-Bonnet les écoles élémentaires. L'école de Salles comporte une seule classe. Le secteur du collège est Barbezieux.
Un lycée agricole, le LPA dit de Barbezieux Félix-Gaillard, est implanté sur la commune.

## Lieux et monuments

### Patrimoine religieux
L'église paroissiale Saint-Jacques a été édifiée au XIIIe siècle et très remaniée au XVe siècle. Son clocher aurait été rebâti au XVIIIe siècle. Elle fait partie des sept églises de Charente vénérant Jacques le Majeur.

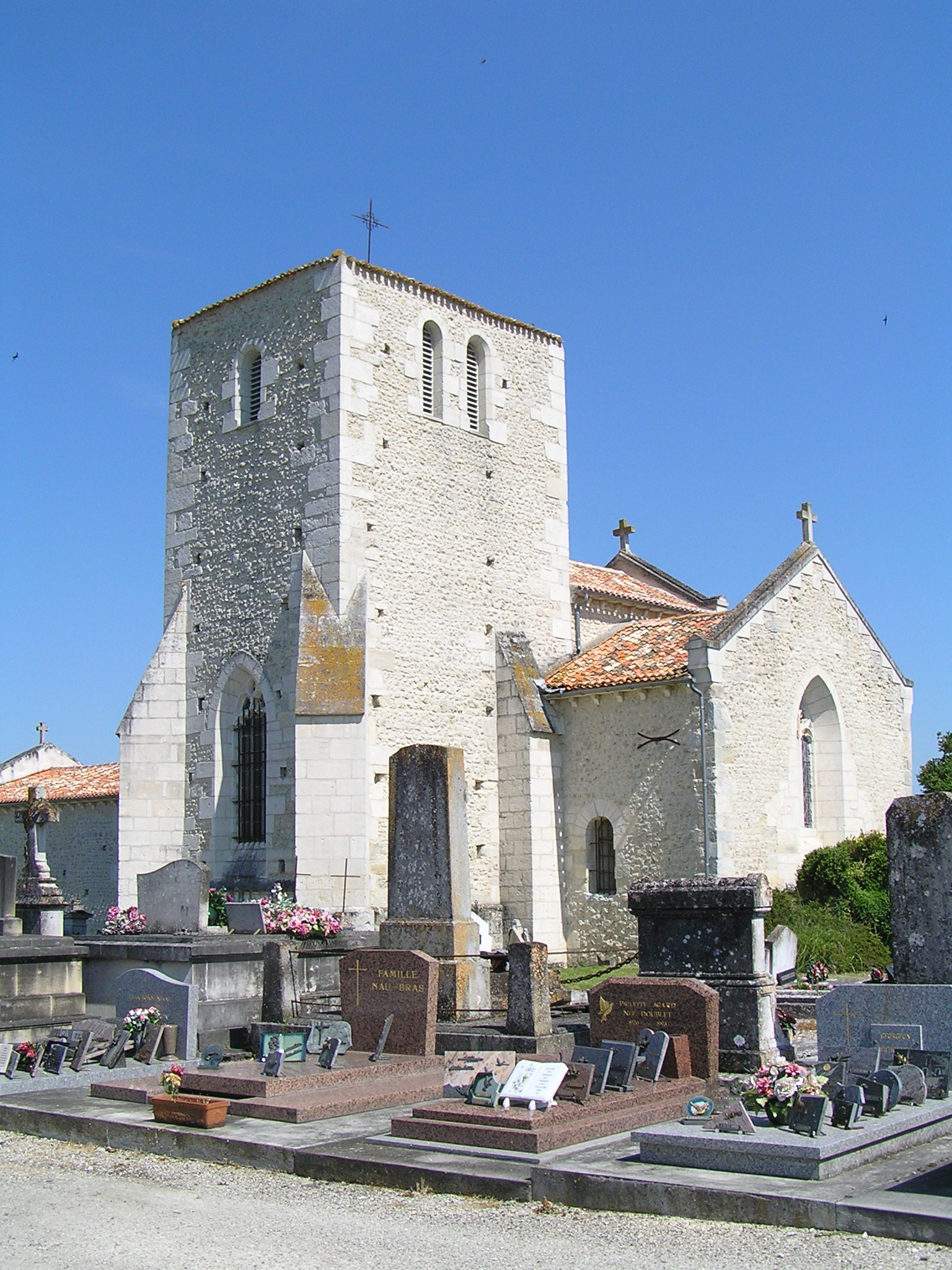
Le clocher et le cimetière.
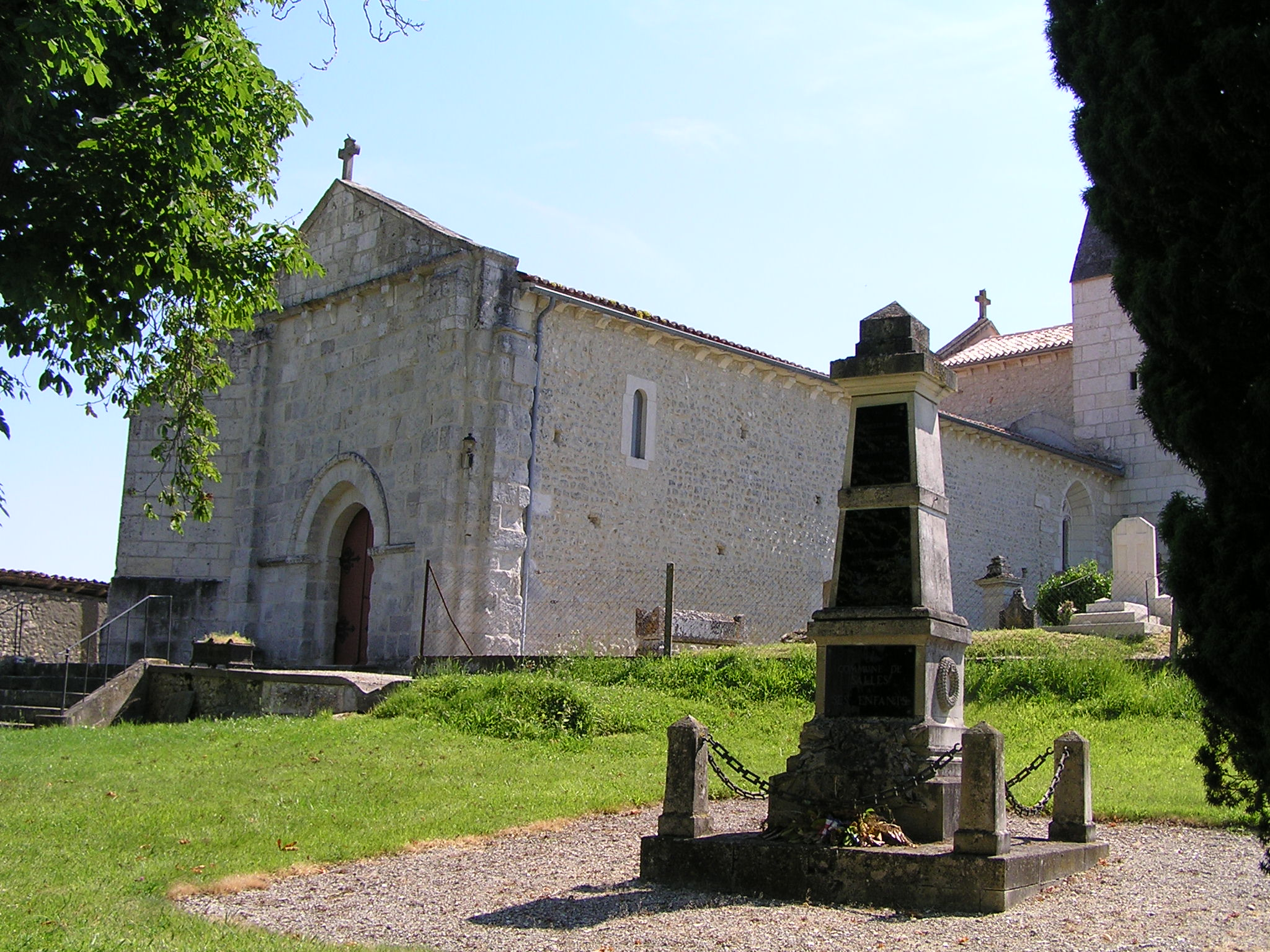
Le monument aux morts devant l'église.

### Patrimoine civil
Le logis de Puymoreau est mentionné dès 1596. Il subsiste une porte du XVIIe siècle, mais il a été reconstruit au XXe siècle.
Le jardin du logis de la Couronne renferme le cimetière protestant de la famille Drillon, un autre dont les tombes ont disparu est situé au logis des Chauvins.
Le moulin de l'Isleau daterait du XIXe siècle.
La commune renferme aussi un important patrimoine bâti, principalement des fermes des XVIIIe et XIXe siècles.